# Lars Kallings
Lars Olof Kallings (Danderyd, 1 de janeiro de 1930) é um médico sueco especializado em Virologia e líder da luta contra o HIV/aids na Suécia. Foi presidente da Sociedade Internacional de AIDS de 1988 a 1990.

## Biografia
Recebeu-se de médico no prestigioso Instituto Karolinska em 1957 e aqui obteve a sua especialização em Virologia. Mais tarde se doutorou na mesma instituição em 1961.
Iniciou-se na luta contra o HIV/aids em 1985 e no mesmo ano a Organização das Nações Unidas enviou-o como especialista da pandemia à por então Europa Oriental influenciada baixo o Bloco do Leste. A nacionalidade de Kallings foi o motivo de sua selecção para entrar sem conflitos na cortina de Ferro, devido à neutralidade do seu país na Guerra Fria.

## Carreira
Em 1988 durante a IV Conferência Internacional sobre o Aids realizada em Estocolmo, fundou-se a IAS e fixou-se a sede na cidade. Devido a isto se decidiu eleger como primeiro presidente a um sueco, o experiente na doença mais respeitado e com maior adequação foi Lars Kallings. Depois de finalizar o seu mandato, o ex–presidente desempenhou-se até 2003 como secretário da IAS e seu maior lucro foi organizar a XIII Conferência Internacional sobre o Aids no país com mais pessoas com HIV no mundo; África do Sul e é evidente que esta cerimónia conseguiu sensibilizar à população mundial.
O Dr. Kallings actualmente está aposentado como investigador e médico, mas desde 2003 é um dos líderes e contribui como experiente no planejamento da luta contra a doença na frente asiática.